# Lago de Tota
El lago de Tota es un cuerpo de agua natural situado en el departamento de Boyacá, Colombia, en jurisdicción de los municipios de Cuítiva, Tota y Aquitania. Se encuentra ubicado a 34 km al sur de Sogamoso, aproximadamente 200 km al noreste de Bogotá, la capital del país.
Con una superficie cercana a los 55 km² es el lago más grande de Colombia. Además, después del Titicaca es el segundo lago navegable a mayor altitud de América del Sur, al estar ubicado a 3015 m s. n. m.
Según el Instituto Geográfico Agustín Codazzi los suelos de la cuenca hidrográfica del Lago de Tota son de los más productivos y con mayor capacidad agrícola de Colombia. Esa región genera aproximadamente el 80 por ciento de la producción total de cebolla larga del país.

## Historia
El teniente coronel Agustín Codazzi organizó la primera expedición científica a las aguas del Lago de Tota como parte de la primera etapa de la Comisión Corográfica entre 1850 y 1859; igualmente fue objeto de estudio durante la segunda etapa de la misma, dirigida esta vez por Manuel Ponce de León. 
En 1952 la Empresa Siderúrgica Nacional de Paz de Río adquiere el túnel del Boquerón de Cuítiva para explotar los recursos naturales de la zona como parte de su actividad económica; el Lago de Tota fue objeto de estudios hidrológicos elaborados para tal fin. El lago se convirtió desde entonces en un recurso estratégico para dicha empresa (rebautizada como Acerías Paz del Río tras el comienzo de sus operaciones) y para los acueductos de los municipios aledaños, industrias y un buen número de usuarios agrícolas y ganaderos. Sin embargo, durante la década siguiente estos trabajos de adecuación y explotación provocaron inundaciones en zonas aledañas, principalmente causadas por la desviación del río Olarte.
Durante 1968 fue aprobada en el congreso la Ley 84 que ordenaba la construcción de la central hidroeléctrica de Cuítiva, aprovechando las condiciones potenciales del Lago de Tota como embalse natural. Estaba previsto elevar el nivel de sus aguas dos metros por encima del nivel alcanzado en enero de 1966, significando la expropiación de la franja de tierras inundables junto a una franja adicional destinada a la protección del Lago y la central de energía, completando un aproximado de 700 hectáreas que incrementarían el volumen del embalse. La obra sin embargo, tenía serias dificultades técnicas y económicas; en consecuencia nunca se realizó.
Entre 1971 y 1973 el hoy extinto Instituto Nacional de los Recursos Naturales Renovables y del Ambiente (INDERENA) realizó el primer estudio integral de la cuenca hidrográfica del Lago de Tota. Acerías Paz del Río termina la construcción de un nuevo túnel en Cuítiva hacia 1974, con una capacidad de derivación mayor que la anterior. En los primeros meses de 1975, el INDERENA desvía en forma provisional el río Olarte al lago para continuar suministrando agua a las obras de desviación de Cuítiva debido a la sequía ocurrida entre 1973 y 1975.

## Geografía
El lago tiene un área aproximada de 60 kilómetros cuadrados, con 15,8 km de largo por 8,2 de ancho y una profundidad máxima de 61 metros. Esto convierte al lago de Tota en el embalse de agua dulce natural más grande de Colombia. Está situada a 3115 m s. n. m. La temperatura en las cercanías del lago presenta fuertes fluctuaciones que pueden variar entre una mínima de 0 °C y una máxima de 12 °C.

### Islas, penínsulas y playas
Existe una línea trazada por las penínsulas del Potrero y Susacá y las islas de San Pedro y Cerro Chico, que dividen la sección oriental del lago del resto del cuerpo acuífero. Otros accidentes geográficos son la península de Puntalarga y la Ensenada del Boquerón situadas del lado occidental del lago en los municipios de Tota y Cuítiva respectivamente. Entre las playas existentes se encuentra playa Blanca, La Chiquita y El Bosque. La Islas San Pedro y Cerro Chico están conectadas entre sí por un puente. El Islote Cangrejos se encuentra justo en el costado occidental de la Isla San Pedro.

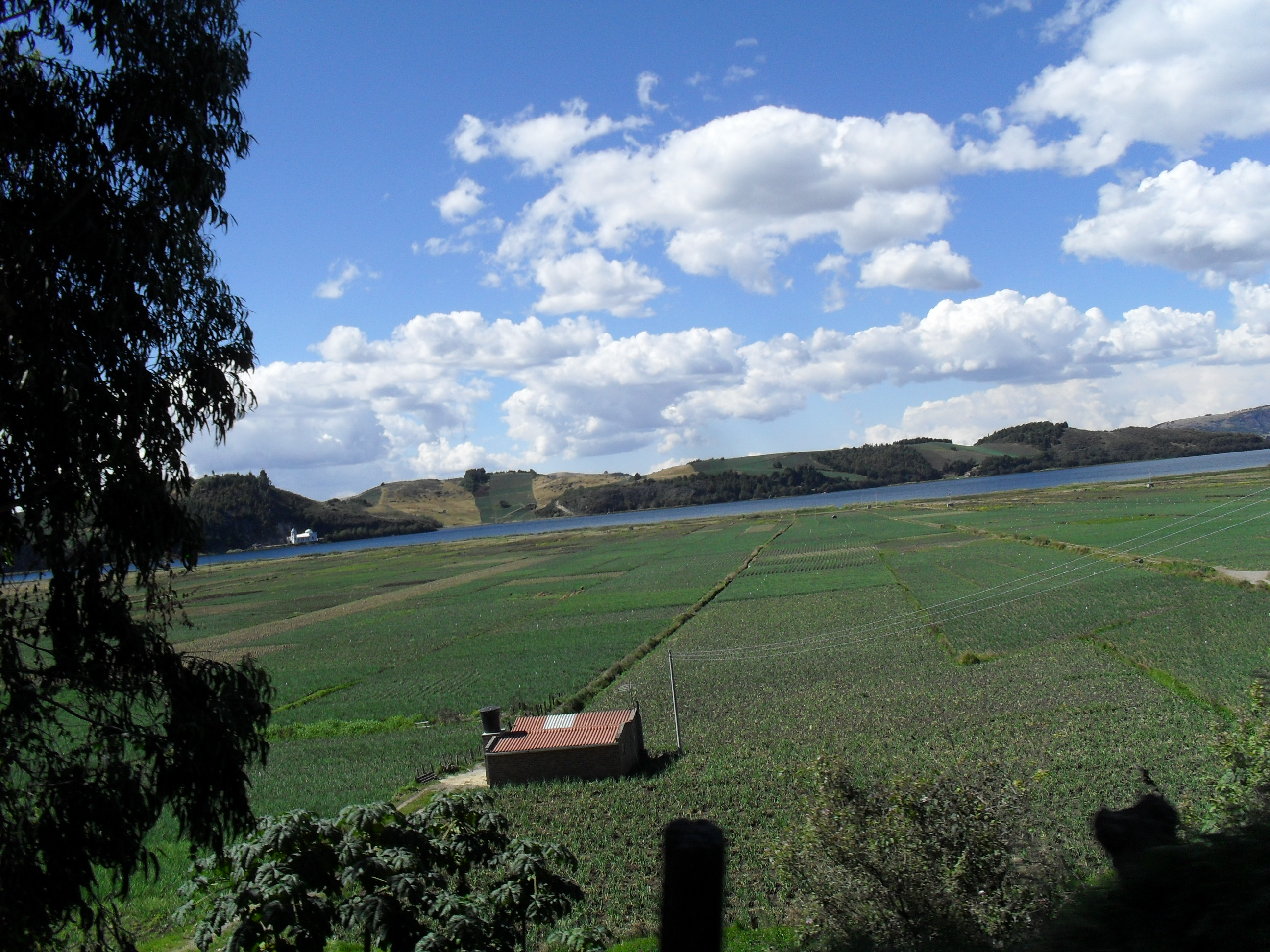
Santuario del Señor de los Milagros y Península del Potrero vistos desde la vereda de Vargas.

- La isla San Pedro o Isla Grande perteneciente al municipio de Aquitania. Tiene una superficie de 65 fanegadas[12] lo que equivale a 416 000 m², siendo así el mayor territorio insular del departamento. Está conectado por lancha a tierra firme, tomando unos pocos minutos en llegar a la península de Susacá. Sus principales sitios turísticos son la Peña de la Virgen y el Mirador. El territorio es básicamente utilizado en agricultura, principalmente de papa, cebolla y trigo, aunque la pesca de trucha arco iris representa un importante ingreso en la población.
- La isla Santo Domingo o Hatolaguna perteneciente al municipio de Cuítiva. Tiene una superficie de 3,4 hectáreas,[2] siendo así el segundo territorio insular del departamento por extensión. Se encuentra muy cerca de la costa norte, sector Santo Domingo.
- La isla de Cerro Chico perteneciente al municipio de Aquitania. Tiene una superficie de 1,0 hectáreas,[2] siendo así el más pequeño de los territorios insulares del departamento por extensión. Se localiza muy cerca de la costa norte de la Isla San Pedro con la cual está conectada a través de un puente, se encuentra muy cerca de la península de Susacá.
- La isla de La Custodia perteneciente al municipio de Aquitania. Tiene una superficie de 0,1 hectáreas,[2] siendo así la menor de las islas departamento por extensión. Se encuentra en el golfo de los Milagros, muy cerca a la costa oriental de la península del Potrero.
- La isla Santa Helena perteneciente al municipio de Cuítiva. Tiene una superficie de 3,1 hectáreas,[2] siendo así el tercer territorio insular del departamento por extensión. Se encuentra muy cerca de la costa nororiental en la zona del Boquerón a una altitud de 2985 m s. n. m.

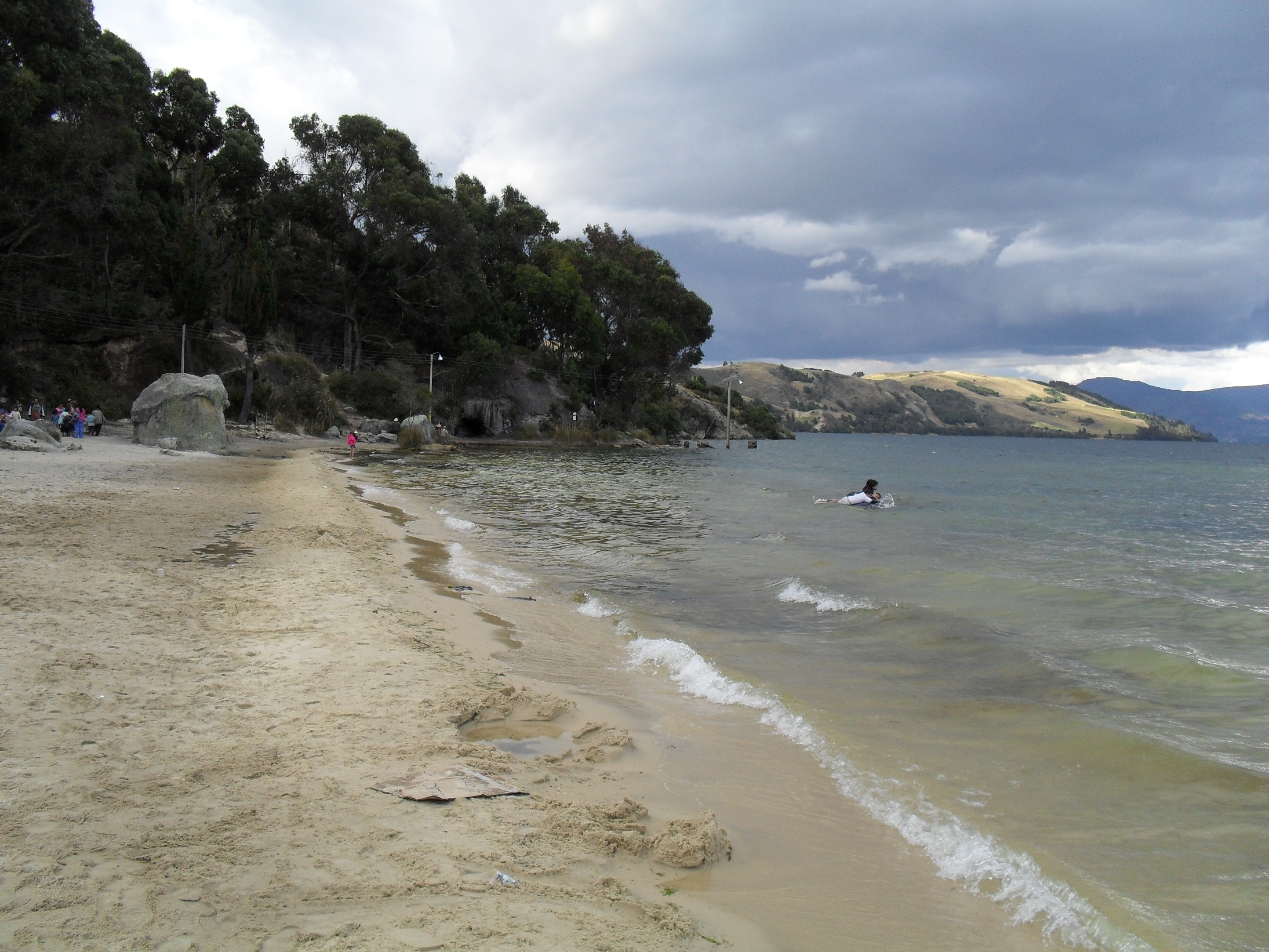
Playa Blanca, la playa con más altura sobre el nivel del mar en Colombia.

- La península del Potrero está localizada en la vereda Daito del municipio colombiano de Aquitania. Penetra en el Lago de Tota en dirección sur-norte formando el golfo de Los Milagros entre las costas de las veredas Daito, Pérez y Vargas. Se encuentra cerca de la Isla de La Custodia. Allí se encuentra el Santuario del Señor de los Milagros, razón por la cual, el golfo adopta este nombre.
- La península de Susacá o Carrasco[2] está localizada en la vereda del mismo nombre en Aquitania. Penetra en el nororiente del Lago de Tota en dirección norte-sur formando el golfo de Susacá entre su costa oriental y las costas de las veredas del Cajón y Vargas. Se comunica a través de un estrecho a la isla Cerro Chico.
- Playa Blanca, situada en la parte suroccidental del lago, en la Bahía Blanca, es una playa natural frecuentada por bañistas y aficionados a los deportes acuáticos, a pesar de la baja temperatura que usualmente no supera los 12 °C. Por su ubicación atípica, a 3015 m s. n. m. sobre un cuerpo de agua dulce se ha convertido en un destino turístico del centro del país.[13]

## Áreas protegidas

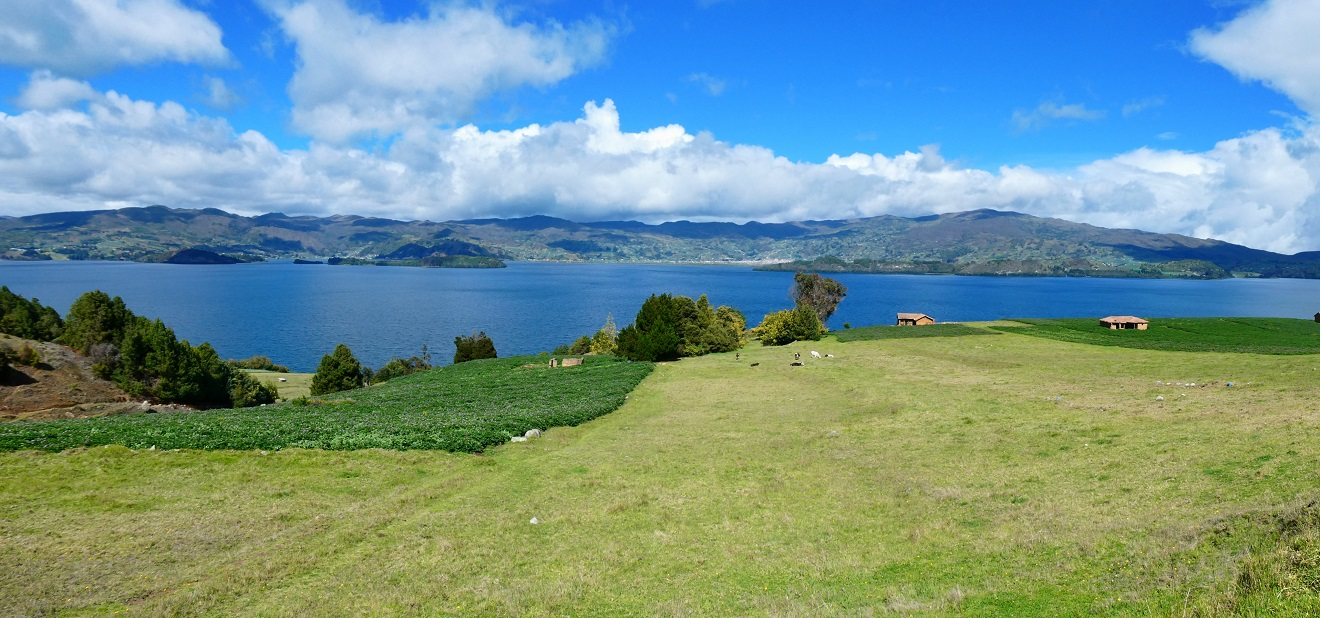
Lago de Tota, sector municipio de Tota. Al fondo, se aprecia el costado oriental de la cuenca, el municipio de Aquitania, y la isla San Pedro (en medio de las dos penínsulas).

En el lago de Tota existen áreas protegidas y de interés ambiental del tipo complejo de páramo, parque natural regional y municipal, áreas de importancia para la conservación, y reservas naturales de titularidad pública y privada.
- Complejo de Páramos Tota-Bijagual-Mamapacha

Establecido y delimitado el 28 de octubre de 2016, abarca una superficie de 151,247 ha que incluye casi la totalidad de la cuenca del lago de Tota y cerca del 60 % de la extensión territorial de Sogamoso —capital de la provincia de Sugamuxi—.
- Parque Natural Regional Siscunsí-Ocetá

Creado el 16 de diciembre de 2008, abarca una extensión de 49,794 ha, de las cuales una porción hace parte de la cuenca del lago de Tota en un área que es jurisdicción de los municipios de Sogamoso y Aquitania.
Se trata de un ecosistema típico de alta montaña tropical, conformado por áreas de páramo, pastizales y relictos dispersos de rastrojo y bosque altoandino, localizado al oriente del departamento de Boyacá, entre el lago de Tota y el Parque nacional natural Pisba. Constituye una reserva hídrica de gran importancia para Boyacá y Casanare.
- Área de Importancia para la Conservación de las Aves

El lago de Tota fue incluido en el registro de Áreas importantes para la conservación de las aves, de BirdLife International, en el año 2008. Cuenta con una superficie de 5,645 ha y en ella se han reportado 66 especies de aves residentes y 28 migratorias. Constituye el hábitat de tres especies endémicas, el rastrojero rabilargo, el rascón andino y el cucarachero de Apolinar, especie en peligro incluida en la Lista Roja de la UICN y en el Libro Rojo de las Aves de Colombia (2017) como especie en peligro crítico de extinción.
Dicha ave tiene en el lago de Tota uno de sus principales refugios, pero su restringido hábitat lacustre (que corresponde a los juncales de su ronda litoral) sufre numerosos impactos y amenazas.
- Reserva Natural Xieti, área OMEC

La Reserva Natural Xieti es un área protegida privada, la primera de su tipo como área OMEC (Otras Medidas Efectivas de Conservación, basadas en áreas) en la cuenca del Lago de Tota y Boyacá, establecida en el año 2014 y registrada como área OMEC en 2022 (1 de agosto) por parte del Ministerio de Ambiente y Desarrollo Sostenible en la Base de Datos Mundial sobre Áreas Protegidas y su portal Protected Planet, reserva que ocupa una superficie de 3,2 ha en los márgenes del lago de Tota, municipio de Tota.
- Reserva Natural de la Sociedad Civil Pueblito Antiguo

Pueblito Antiguo es un área protegida privada, establecida en el año 2007, que ocupa una superficie de 3,5 ha en los márgenes del lago de Tota, municipio de Cuítiva.